# تیم ملی فوتسال ایتالیا
تیم ملی فوتسال ایتالیا نماینده ایتالیا در مسابقات بین‌المللی فوتسال و یکی از تیم‌های فوتسال اروپایی است. 
ایتالیا در ٧ دوره جام جهانی شرکت کرده و مقام نایب قهرمان جام جهانی فوتسال ۲۰۰۴ و همچنین دو مقام سومی در سال‌های ٢٠٠٨ و ٢٠١٢ را کسب کرده است. 
این تیم در ٢ دوره مسابقات قهرمانی فوتسال اروپا  سال‌های ٢٠٠٣ و ٢٠١۴، مقام قهرمانی این رقابت‌ها را کسب کرده است.